# Єнісейський район
Єнісейський район (рос. Енисейский район) — адміністративна одиниця та муніципальне утворення в центрально-західній частині Красноярського краю. Адміністративний центр — місто Єнісейськ (до складу району не входить).

## Географія
Суміжні території:
- Північ: Туруханський та Евенкійський район и Красноярського краю
- Схід: Північно-Єнісейський та Мотигінський райони  Красноярського краю
- Південний схід: Казачинський район
- Південь: Піровський, Бірилюський та Тюхтетський райони Красноярського краю
- Захід: Томська область та Ханти-Мансійський автономний округ

Площа території - 106,3 тис. км².

## Історія
Район утворений 4 квітня 1924 року. У 1941 році з нього було виділено окремий Ярцевський район з адміністративним центром у селі Ярцево, але вже в 1956 році він був об'єднаний назад.